# Sauerbrey-vergelijking
De Sauerbrey-vergelijking wordt gebruikt bij kwarts-microbalans (QCM)-metingen. Ze drukt de correlatie uit tussen de verandering in oscillatiefrequentie van een piëzo-elektrisch kwartskristal en de verandering in geadsorbeerde massa op het kristal.
{\displaystyle \Delta f={-2\Delta mf_{0}^{2} \over A{\sqrt {\rho _{q}\mu _{q}}}}=-{\frac {2f_{0}^{2}}{A\rho _{q}v_{q}}}\Delta m}
Met
- {\displaystyle f_{0}} = de resonantiefrequentie van het kristal
- {\displaystyle A} = het actieve oppervlak (tussen de elektroden)
- {\displaystyle \rho _{q}} = de dichtheid van kwarts
- {\displaystyle \mu _{q}} = de glijdingsmodulus
- {\displaystyle v_{q}} = de snelheid van de glijdingsgolf

## Beperkingen
De vergelijking klopt voor trillingen in de lucht en beperkt zich tot stevig vastgehechte massa's. In vloeistoffen wordt een daling van de oscillatiefrequentie opgemerkt omwille van de viscositeit van de vloeistof.
{\displaystyle \Delta f={-\ f_{0}^{3/2}(\eta _{l}\rho _{l}/\pi \rho _{q}\mu _{q})^{1/2}}}
Met
- {\displaystyle \rho _{l}} = de dichtheid van de vloeistof
- {\displaystyle \eta _{l}} = de viscositeit van de vloeistof